# Nestor superbe
Nestor meridionalis
Pour les articles homonymes, voir Kaka.
Espèce
Sous-espèces de rang inférieur
- Nestor meridionalis septentrionalis
- Nestor meridionalis meridionalis

Statut de conservation UICN

 EN A2be+3be+4be : En danger
Statut CITES
Le Nestor superbe (Nestor meridionalis, Kākā en māori) est une espèce d'oiseaux endémique de Nouvelle-Zélande. Il vit dans les forêts où il lance des cris rauques et bruyants.
Le Nestor superbe est un grand perroquet de forêt qui passe la majeure partie de sa journée caché haut dans les arbres, il est donc difficile de le voir. Le nestor superbe est membre de la famille des Nestorinae qui réunit aussi bien des perroquets diurnes que nocturnes. Ils ont comme caractéristique d'aimer les acrobaties et de jouer beaucoup, ainsi qu'une utilisation de leurs pattes très poussée. Ils sont actifs tôt le matin et tard le soir.

## Apparence

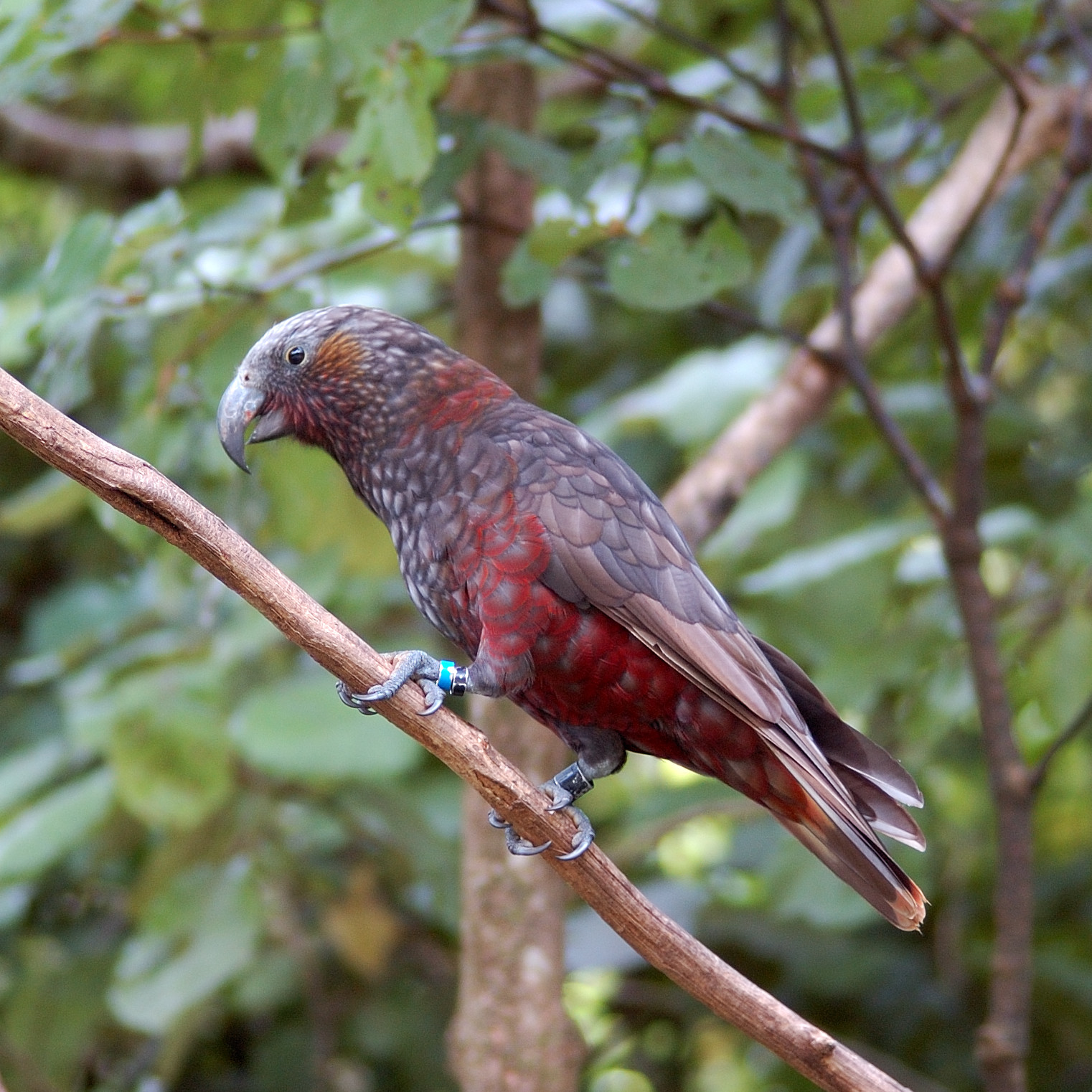
Nestor superbe de l'Île du Nord à Wellington (Nouvelle-Zélande).

Le nestor superbe ressemble à son cousin, le kéa, mais est plus brun et légèrement plus petit. Le plumage est majoritairement brun avec des zones écarlates sous les ailes. Il a aussi le tour des yeux jaune foncé, un bec brun-gris et des cuisses brun foncé.
La taille moyenne d’un nestor superbe est d'environ 45 centimètres, la même taille qu’un cacatoès blanc. Les mâles sont en général un peu plus clairs que les femelles, ont un bec plus courbé et sont un peu plus lourds (50-75 grammes de plus).

## Habitat
Les Nestors superbes vivent dans les forêts matures constituées de hêtres, et d'essences à bois dur. Ils nidifient dans des trous d'arbre placés à plus de trois mètres du sol où ils passent la plupart de leur temps. Ils jouent aussi un important rôle pollinisateur.

## Répartition

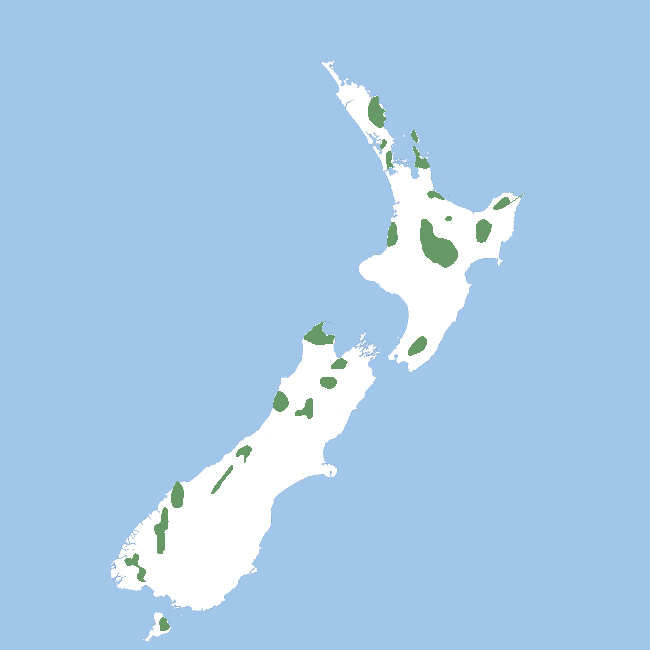
Aire de répartition de Nestor meridionalis.

On trouve les nestors superbes jusqu'à 1 500 mètres d'altitude. Ils sont parfois attirés par les jardins de banlieue plantés de Phormium (lin de Nouvelle-zélande).

## Régime alimentaire
Le Nestor superbe trouve sa nourriture dans une multitude d'endroits : on a vu des nestors superbes mastiquer des insectes, des vers ou même des baies de miro, hinau ou tawari, qu'ils écrasent pour en extraire le plus de jus possible. Le Nestor superbe de l'île du sud acquiert et maintient son niveau d'énergie en mangeant du miellat produit par des coléoptères dans les hêtres. Les nestors superbes, surtout ceux de l'île ; du sud, sont de bons chasseurs d'insectes. Ils apprécient également les fruits. Avec leur bec acéré, ils déchirent les écorces des arbres pour y déloger les vers et les coléoptères qui s'y trouvent. L'utilisation des serres est très présente dans leur alimentation, à la manière d'une pince.

## Liste des sous-espèces

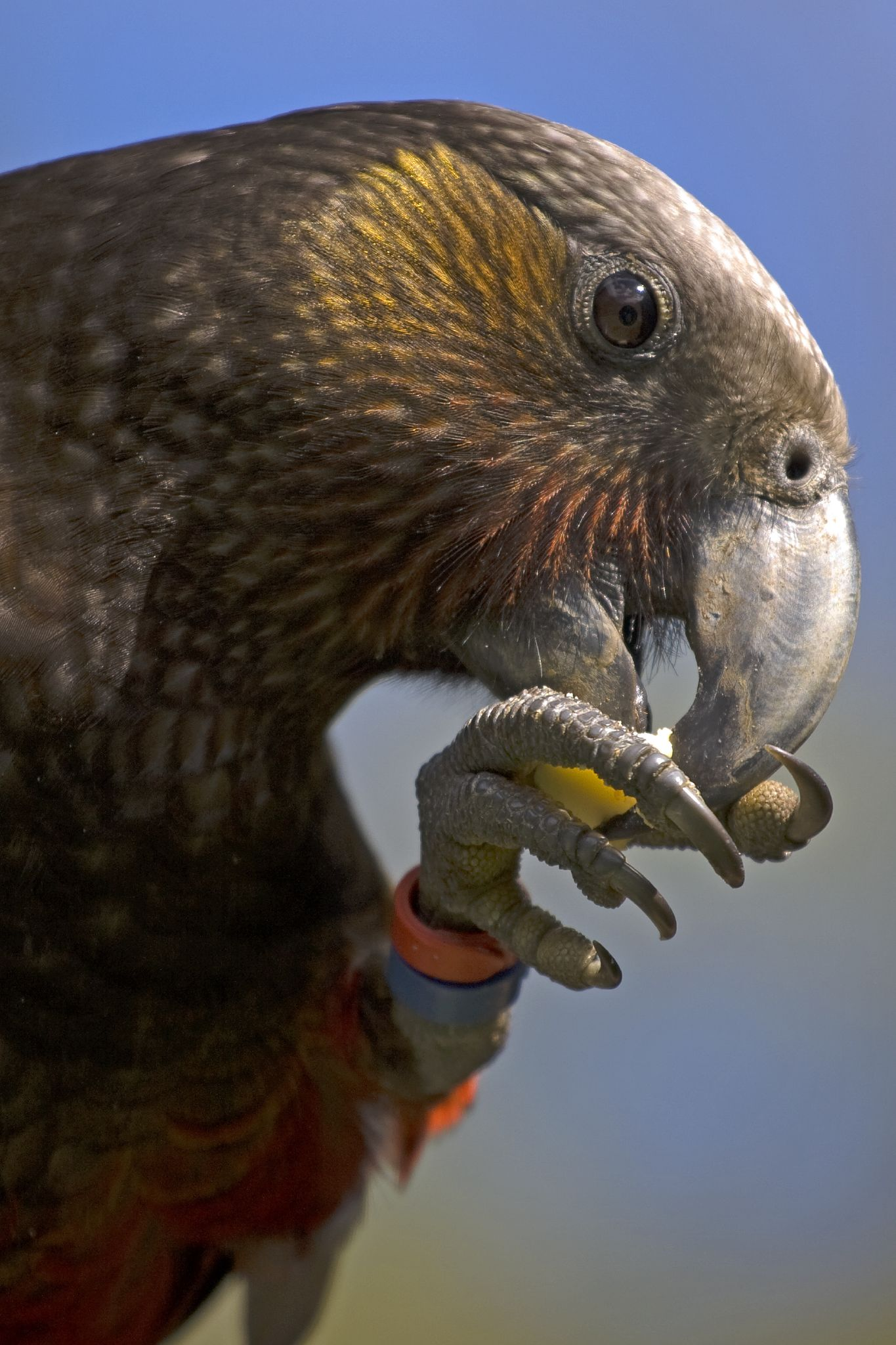
Le Kaka de Nouvelle-Zélande, comme beaucoup de perroquets, utilise ses pattes pour tenir sa nourriture.

Il y a deux sous-espèces de nestors superbes connues. Une sous-espèce dans l’île du nord et une autre de l’île du sud de la Nouvelle-Zélande.
- Sur l'Île du Nord : Nestor meridionalis septentrionalis (Gmelin, 1788)

Poids du mâle : 475 g, poids de la femelle : 425 g
- Sur l'Île du Sud : Nestor meridionalis meridionalis (Lorenz, 1896)

Poids du mâle : 575 g, poids de la femelle : 500 g

## Pourquoi est-il menacé?
Ce perroquet est une espèce endémique de Nouvelle-Zélande. Quand les Européens découvrirent l'île, les nestors superbes peuplaient toutes les forêts du pays. À partir des années 1930, ils ont commencé à devenir très rares dans certains endroits. Cela est dû principalement à la déforestation et au développement de l'agriculture. Les guêpes et les opossums sont les principaux prédateurs des Nestors superbes. Les opossums (espèce invasive) détruisent les guis et d'autres plantes à baies que le Nestor superbe adore manger. Les guêpes sociales sont la plus importante nuisance des nestors superbes, principalement parce que leur régime alimentaire est constitué de gouttes de miel (alimentation préférée des nestors superbes). Dans les zones où le nombre de guêpes est élevé, celui des Nestors superbes est proportionnellement plus faible.

## Reproduction

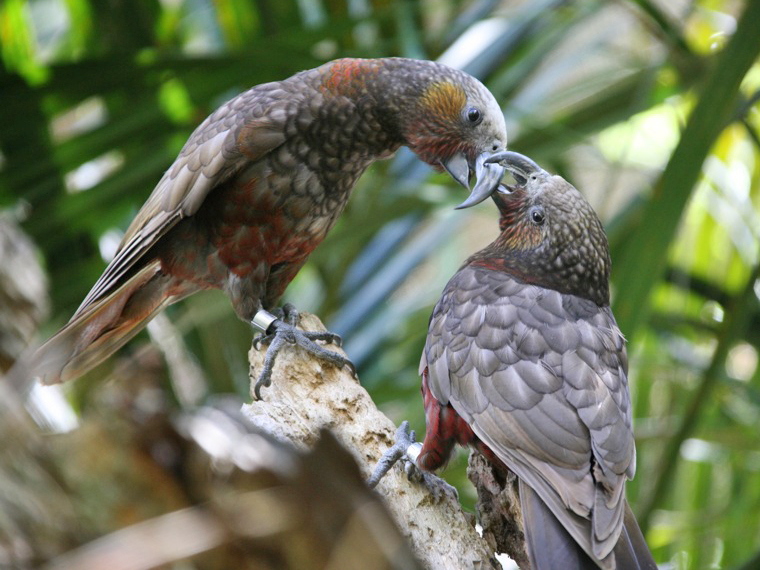
Un couple de Nestor superbes.

Le Nestor superbe pond environ quatre œufs que la femelle couve pendant que le mâle la nourrit. Ces œufs sont pondus à deux ou trois jours d'intervalle et mettent quelque 24 jours avant d'éclore. Les poussins quittent le nid après 70 jours. La saison de reproduction se déroule de septembre à mars. Quand les jeunes quittent le nid sans savoir voler, ils sont très vulnérables face aux prédateurs.